# Robert McCall
Pour les articles homonymes, voir Robert McCall (peintre) et McCall.
Robert McCall, né le 14 septembre 1958 à Halifax en Nouvelle-Écosse et mort le 15 novembre 1991 à Ottawa en Ontario, est un patineur artistique canadien. Il est notamment médaillé de bronze aux Jeux olympiques d'hiver de 1988 en danse sur glace avec sa partenaire Tracy Wilson.

## Biographie

### Carrière sportive
Robert McCall commence sa carrière avec Marie McNeil avec qui il devient champion canadien en 1981. Il patine dès 1982 avec Tracy Wilson et remporte cette même année le premier de leurs sept titres canadiens consécutifs. Ils sont 8e aux Jeux olympiques d'hiver de 1984. Le duo est ensuite médaillé de bronze aux Championnats du monde 1986, 1987 et 1988 ainsi qu'aux Jeux olympiques d'hiver de 1988 à Calgary dans leur pays. Ils sont ainsi les premiers Canadiens à atteindre le podium olympique en dance sur glace et deviennent membres du temple de la renommée olympique canadien ainsi que de l'ordre du Canada. Après leur carrière en amateur, Wilson et McCall font des spectacles pendant 2 ans. Robert McCall meurt en 1991 à l'âge de 33 ans d'un cancer du cerveau lié au SIDA. Dès 1995, le trophée Tracy Wilson et Rob McCall est remis à des duos canadiens mémorables dans divers sports.

## Palmarès
Avec deux partenaires :
- Marie McNeil (5 saisons : 1976-1981)
- Tracy Wilson (7 saisons : 1981-1988)

| Compétitions principales      | 1977    | 1978    | 1979    | 1980    | 1981    |  | 1982    | 1983    | 1984    | 1985    | 1986    | 1987    | 1988    |  |
| Jeux olympiques d'hiver       |         |         |         |         |         |  |         |         | 8e      |         |         |         | 3e      |  |
| Championnats du monde         |         |         |         | 13e     | 13e     |  | 10e     | 6e      | 6e      | 4e      | 3e      | 3e      | 3e      |  |
| Championnats du Canada        |         | 3e      | 3e      | 2e      | 1er     |  | 1er     | 1er     | 1er     | 1er     | 1er     | 1er     | 1er     |  |
| Championnats du monde juniors | 3e      |         |         |         |         |  |         |         |         |         |         |         |         |  |
|                               |         |         |         |         |         |  |         |         |         |         |         |         |         |  |
| Autres compétitions           | 1976/77 | 1977/78 | 1978/79 | 1979/80 | 1980/81 |  | 1981/82 | 1982/83 | 1983/84 | 1984/85 | 1985/86 | 1986/87 | 1987/88 |  |
| Skate America                 |         |         |         | 12e     |         |  |         |         |         |         |         |         |         |  |
| Skate Canada                  |         | 8e      | 8e      |         | 3e      |  |         | 2e      | 1er     |         |         |         | 1er     |  |
| Moscou Skate                  |         |         | 12e     |         |         |  |         |         |         |         |         |         |         |  |
|                               |         |         |         |         |         |  |         |         |         |         |         |         |         |  |